# 卡比托勒号列车
卡比托勒号（法語：Le Capitole）是曾经运行于法国首都巴黎至该国南部城市图卢兹间一班长途列车所使用的名称，由法国国家铁路在1960年至1991年间开行。其命名源自图卢兹市政厅主体建筑的法文称谓，而后者则得名于卡比托利欧山。列车自开行以来曾先后被纳入快速列车及全欧快车等类别，并且是法国国家铁路首班时速达到160公里/小时的高速商业列车服务。至1991年，卡比托勒号被新引入的法国高速列车服务取代而停运。

## 历史

### 快速列车
随着奥尔良-蒙托邦铁路于1891年建成通车，往返于巴黎至图卢兹间的列车服务得以经由巴黎-波尔多铁路（巴黎－奥尔良区间）、奥尔良－蒙托邦铁路（全线）及波尔多-塞特港铁路（蒙托邦－图卢兹区间）的最短路径运行，全长712.3公里。在第二次世界大战前，沿该路径运行速度最快的列车是巴黎开往巴塞罗那的夜间列车，所需时间为8小时50分。而日间列车由于停站数量较多，所需时间会更长。二战结束后，由巴黎经尼姆至图卢兹间的日班快速列车已经开始投入服务。其中列车北行发往巴黎的单程运行时间约为7小时35分，南行发往图卢兹的单程运行时间却需要8小时以上。另一方面，乘客若搭乘由巴黎经波尔多开往西班牙方向的南方快车、并在波尔多换乘前往图卢兹的列车，其全程所需时间也可以在7个多小时完成。

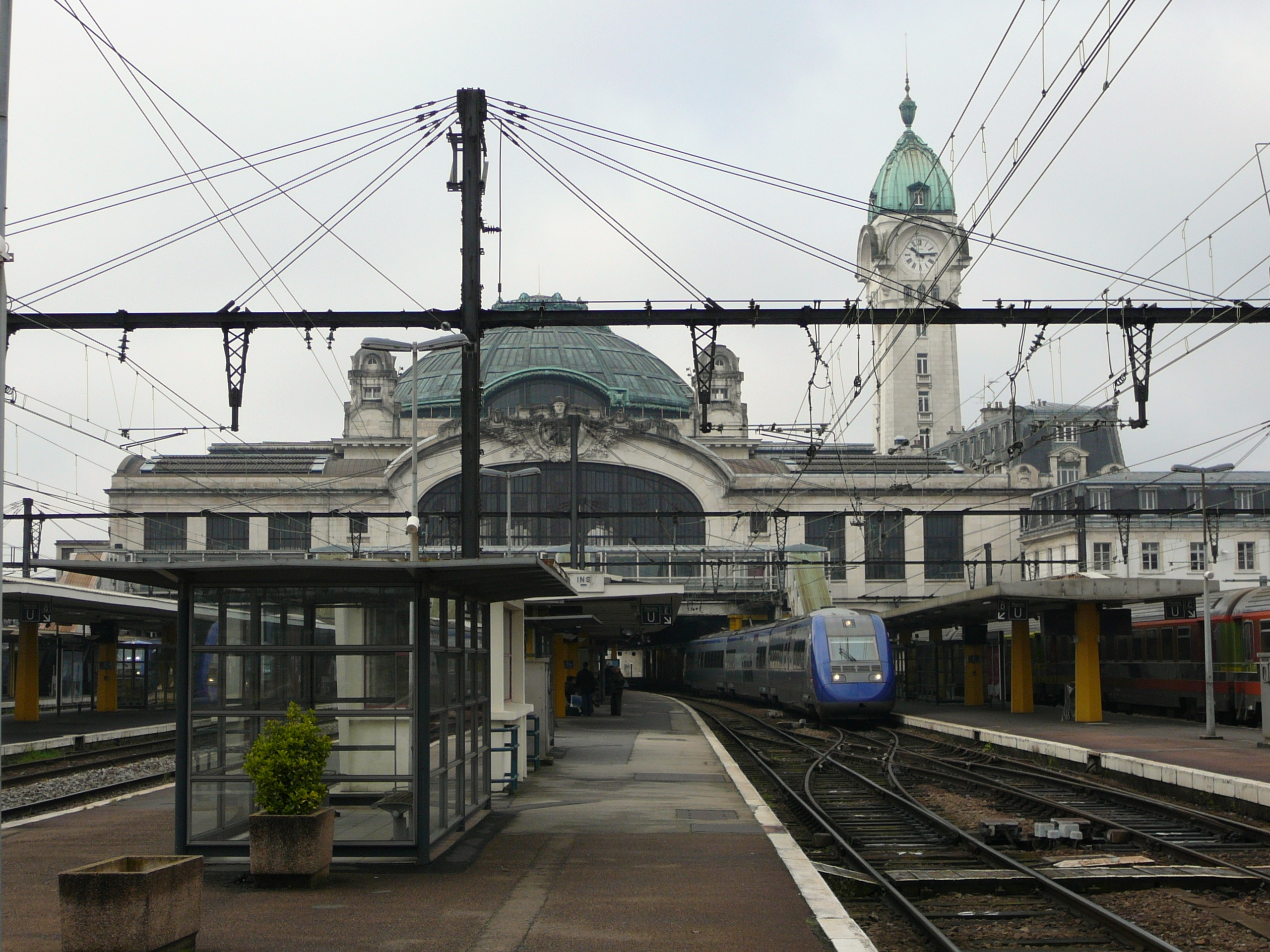
利摩日本笃会车站

在1960年11月15日的运行图调整中，由巴黎往返于图卢兹的快速列车卡比托勒号正式开行，其单程运行时间为7小时整。为了尽可能的压缩运行时间，列车沿途仅停靠利摩日、布里夫拉盖亚尔德、卡奥尔和蒙托邦4站，而巴黎奥斯特里茨车站至利摩日间的约400公里路段不设停站。此外，列车的南行及北行都在傍晚发车，并在深夜抵达目的地，使用车次为1009/1010次。
卡比托勒号在运营初期使用BB 9200担当牵引任务，客车车厢则使用全一等座席、包含餐车及行李车的DEV Inox型车厢编组。其中牵引机车及行李车采用绿色涂装、餐车采用蓝色涂装。旅客乘车除了需要支付一等车资外，还需要额外缴纳一个8.50法郎的附加费。
自1962年5月27日起，卡比托勒号的单程运行时间进一步缩减15分钟至6小时45分，这一时期列车的最高限速为150公里/小时。自1967年5月28日起，卡比托勒号开始在奥布赖（线路125公里处）－维耶尔宗（195公里处）区间按200公里/小时的最高限速运行，这是法国首例、全球第三例运行速度达到200公里/小时的客运列车。前两例分别为日本的东海道新干线（1964年，210公里/小时）和德国联邦铁路在奥格斯堡－慕尼黑间运行的试验列车（1966年）。然而，由于德国开行的列车对线路磨损严重，在试验不久后便宣告终止，因此卡比托勒号在相当长的一段时间内维持着运行速度居欧洲第一、世界第二的地位。

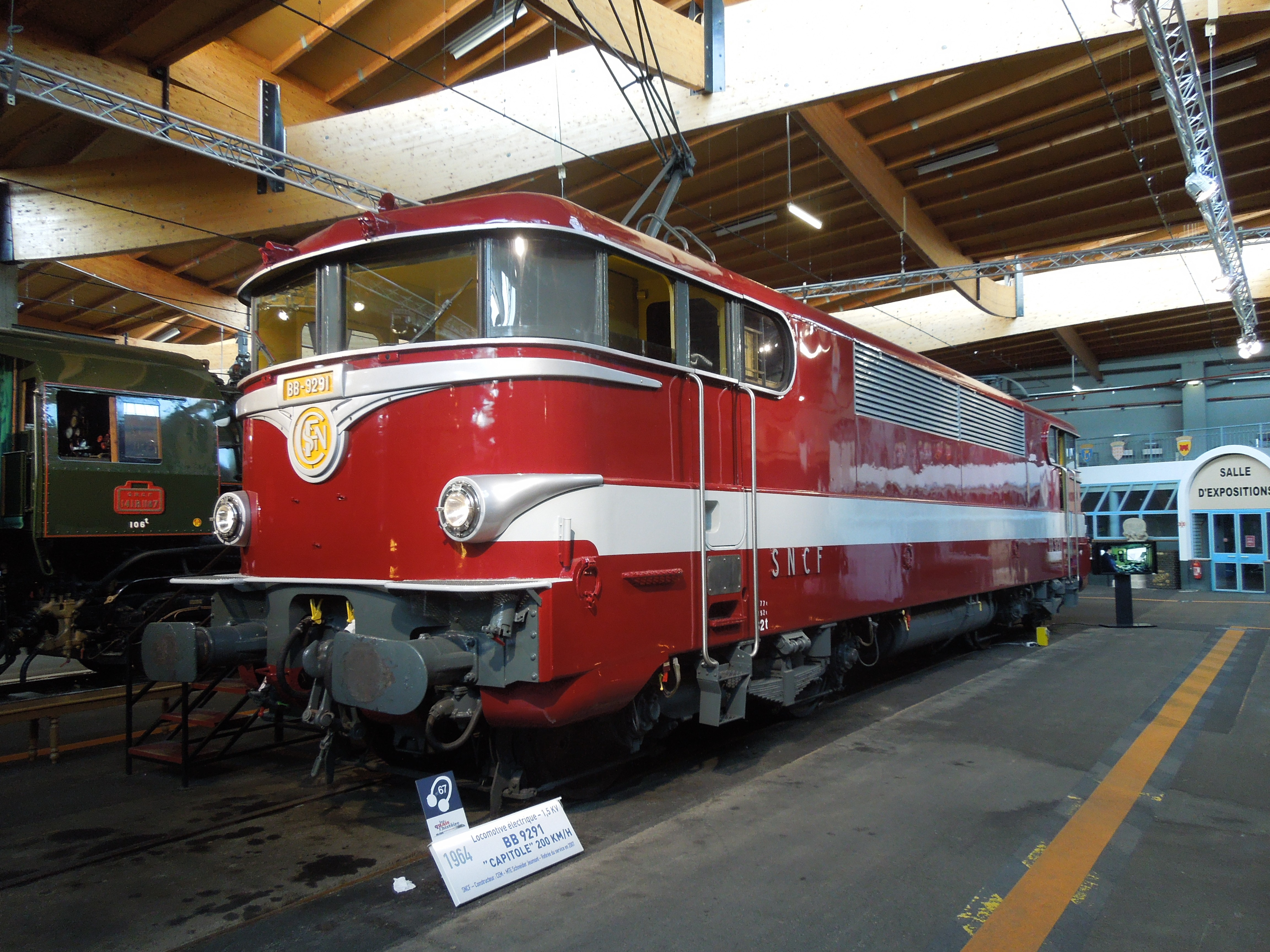
最高时速可达250公里/小时的BB 9200型–9291号机车

为了满足卡比托勒号达到200公里/小时的运营速度，法国国家铁路对四台既有的BB 9200型电力机车（9278号、9281号、9288号及9289号）进行了升级改造，更换为200公里/小时级别的转向架及受电弓；最后生产的两台BB 9200型电力机车（9291号及9292号）则直接内置了最大速度可达250公里/小时的机件，因此它们对于200公里/小时的牵引能力仍有充裕的预留空间。而此时卡比托勒号的客车车厢已经被替换为法国UIC型车厢，它们配备有标准可达200公里/小时高速转向架。此外，牵引机车及客车车厢均采用以红色为基调的专用涂装，并在每节车厢外部及机车前端悬挂带有列车名称的铭牌。
在1967年至1970年间，卡比托勒号的标准编组通常由9节车厢组成，当中包括7节A9型一等隔间座车（每节含9个隔间）、1节A7D型隔间座车/行李车合造车（含7个隔间及寄舱行李空间）以及1节Vru型餐车。
与全封闭式的新干线或TGV高速专用线（LGV）不同，卡比托勒号在200公里/小时的运行区间内有一个平交道，也有与高速铁路相接的车站月台。这一时期巴黎－图卢兹的单程耗时缩短了45分钟至6小时整，平均时速为118.8公里/小时。然而，由于时速达到200公里/小时的运行持续时间只有5分钟，另外压缩的40分钟主要依靠放宽其它路段的速度限制来实现。巴黎－利摩日间（不停站）的400公里路段的运行耗时为2小时54分，平均时速达到137.8公里/小时。
由于这样的速度，列车的乘客人数录得大幅提升，因此自1968年9月29日起，卡比托勒号在南行及北行各增加一趟早班服务（du Matin），执行每日（星期日除外）一个往返的任务，使用车次为1029/1030次；而原晚班列车（du Soir）则仍然维持每周7日的运营任务。

### 全欧快车

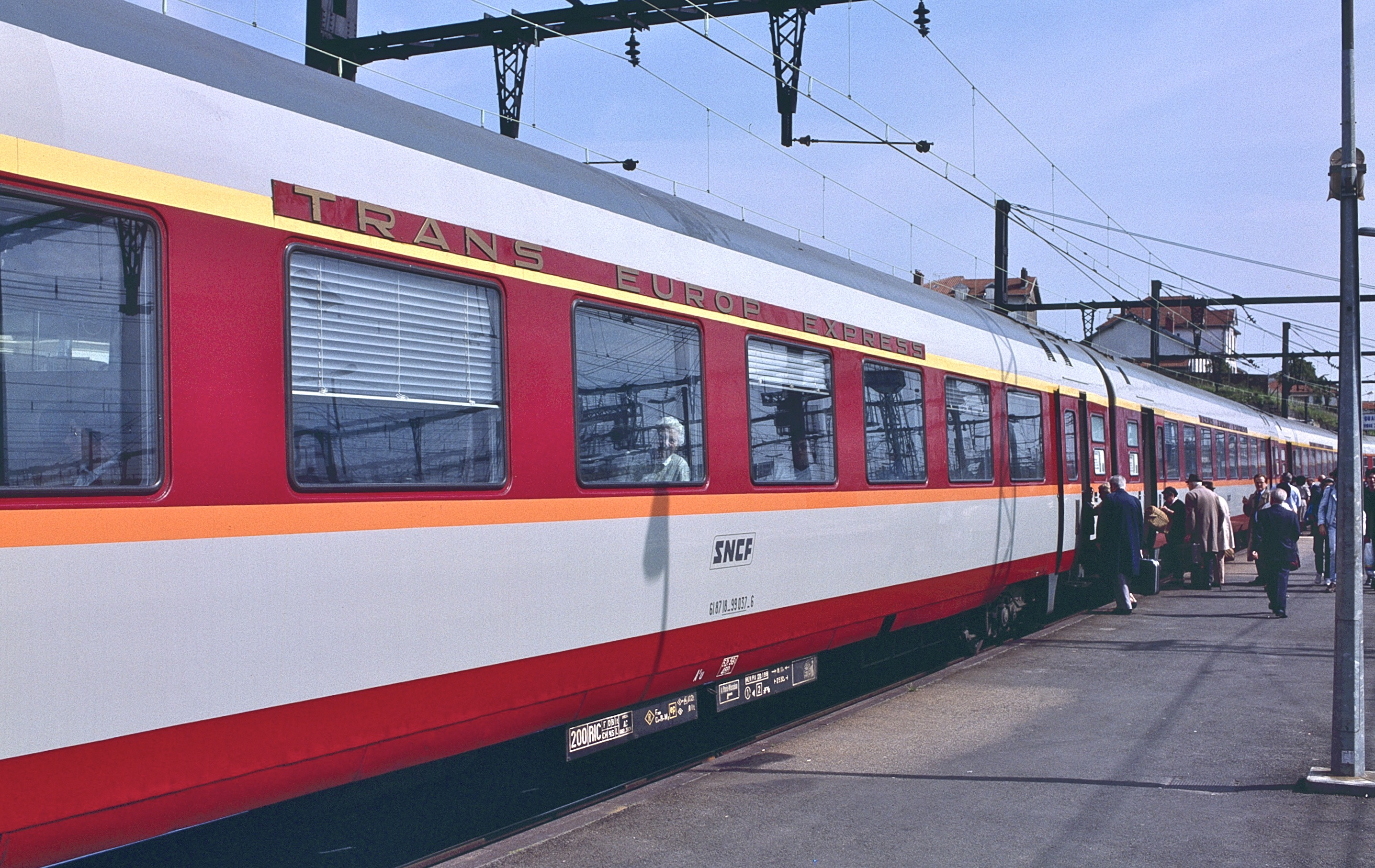
卡比托勒号在全欧快车时代所使用的大舒适型车厢

1970年9月27日，早班及晚班的卡比托勒号均被纳入全欧快车（TEE）类别，车次仍维持原有的编号。同时其客车车厢被替换为新造的大舒适型车厢，编组包含一等隔间座车、一等开放座车、酒吧车、行李车/发电车合造车、以及由卧铺车公司经营的48座餐车，牵引机车也被替换为新交付使用的CC 6500型电力机车。这些机车及车厢均采用灰底红边的专用涂装，每节车厢外部均悬挂有代表全欧快车的字样，而带有列车名称的挡板仍会附在机车的前端。
在1971年的夏季运行图调整中，西欧范围内的车次编号进行了统一调整。为了匹配全欧快车在百位数以内的车次范围，卡比托勒号的车次进行重新编号，其中早班使用的车次为TEE75/74次，晚班使用的车次为TEE77/76次。同时，列车在居伊莱尔瓦－塞尔科泰间46公里路段的最高限速也被提升至200公里/小时。因此其单程运行耗时又缩短了4分钟至5小时56分。卡比托勒号在此时与巴黎－布里夫拉盖亚尔德间开行的其它快速列车提供相互补充的服务，后者运营采用卡比托勒号此前所使用的法国UIC型车厢。
| 南行 | 南行          | 南行          | 停靠站           | 北行          | 北行          | 北行 |
| 里程 | 75次 （早班） | 77次 （晚班） | 停靠站           | 74次 （早班） | 76次 （晚班） | 里程 |
| ---- | ------------- | ------------- | ---------------- | ------------- | ------------- | ---- |
| 0    | 07:45         | 18:00         | 巴黎             | 13:45         | 23:45         | 713  |
| 400  | 10:39         | 20:54         | 利摩日           | 10:48         | 20:48         | 313  |
| 499  | 11:39         | 21:54         | 布里夫拉盖亚尔德 | 09:48         | 19:48         | 214  |
| 600  | 12:40         | 22:55         | 卡奥尔           | 08:48         | 18:48         | 113  |
| 662  | 13:16         | 23:31         | 蒙托邦           | 08:12         | 18:12         | 51   |
| 713  | 13:45         | 24:00         | 图卢兹           | 07:45         | 17:45         | 0    |

在1974年的冬季运行图调整中。由于列车改善了在维耶尔宗车站的通过速度，其单程运行耗时又缩短6分钟（晚班北行仅缩短3分钟）至5小时50分。这是卡比托勒号单程运行耗时的最短记录。1975年，早班南行列车开始增加沙托鲁停站，单程耗时延长3分钟。自1979年起，晚班北行列车也采取同样的停站方式。在1980年，巴黎－图卢兹间的单程运行耗时为6小时02分至08分。
至1980年代，由于受到航空交通的竞争，全欧快车网络日渐式微。自1982年5月23日起，卡比托勒号的早班南行列车及晚班北行列车开始在编组中搭载二等车厢，并已不再作为全欧快车类别运行。二等车厢使用新造的科雷型车厢。剩下的早班北行列车及晚班南行列车则仍然维持每周6日的全欧快车服务：其中北行在星期六停开，南行在星期日停开。自1984年9月30日起，这对列车也在编组中加入二等车厢，从而完全撤出全欧快车服务，被纳入快速列车（Rapide）类别。同时由于中途停车站增加，其单程耗时也有所延长。

### 后续运营

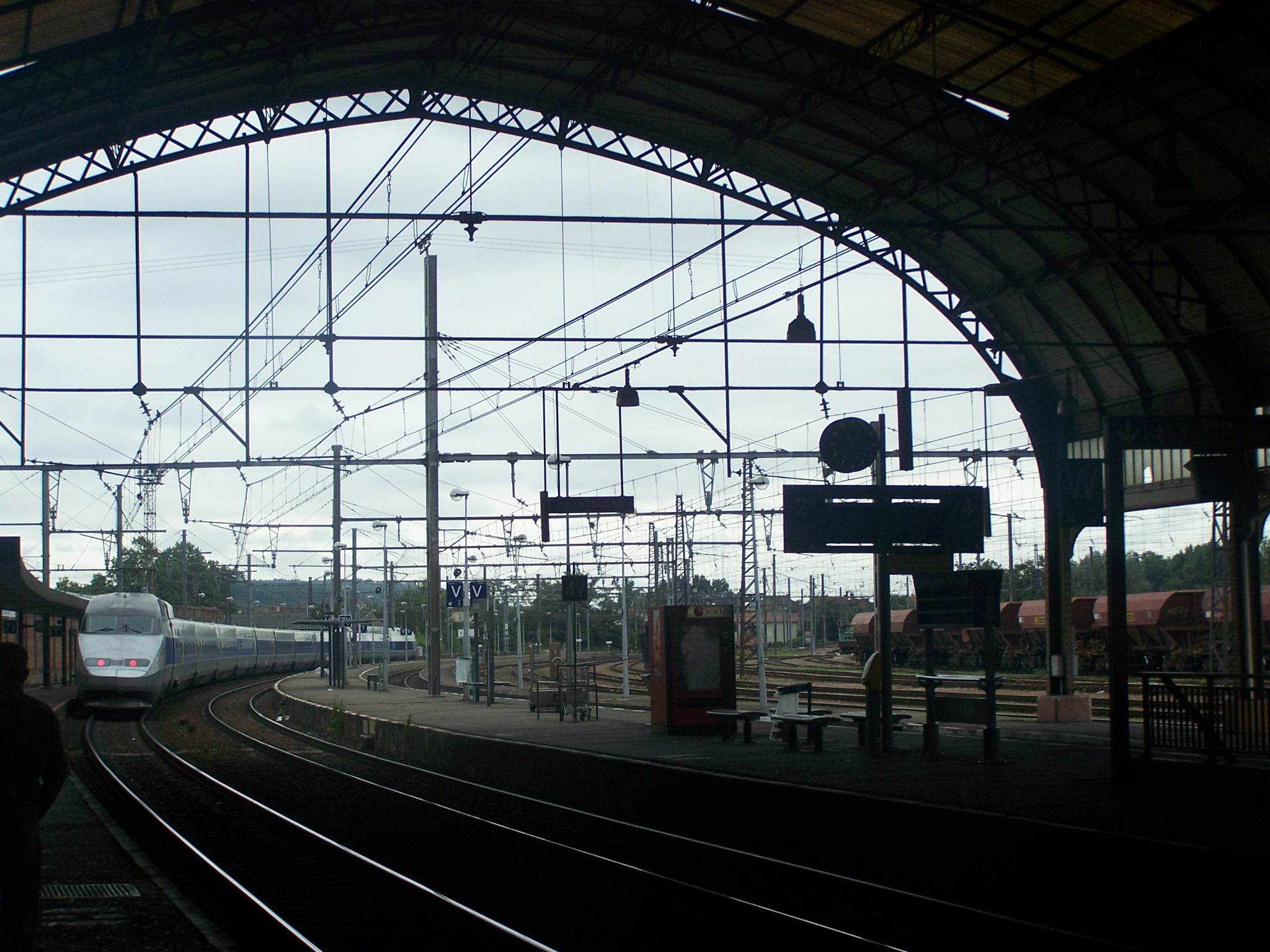
一列正驶离蒙托邦车站的TGV列车

1990年，连接巴黎－图尔的法國高速鐵路大西洋線（西南支线）建成通车，法国国家铁路随即在巴黎蒙帕纳斯车站经波尔多至图卢兹马塔比奥车站间开行每日一班的法国高速列车（TGV）服务。其全长824.4公里的运行距离虽然较卡比托勒号更长，但单程耗时仅为5小时06分，卡比托勒号不再是巴黎－图卢兹间速度最快的列车。由于两地直通的TGV列车每日仅开行一班，乘客也可以搭乘班次更为频密的巴黎－波尔多TGV列车再换乘其它前往图卢兹的列车，全程也可以控制在5个多小时完成。
1991年，巴黎－图卢兹间增开了一对直通TGV列车。作为替换，卡比托勒号的早班南行服务及晚班北行服务被撤销。同时，卡比托勒号仅剩的一对服务（早班北行及晚班南行）也被缩短至巴黎－布里夫拉盖亚尔德间运行，并更名为杜伦尼号（Turenne），卡比托勒号就此成为历史。
截至2012年，在巴黎－图卢兹间每日共有8班客运列车提供直通服务，包括2班日间服务（科雷列车）、1班夜间服务（露妮列车）和5班TGV列车服务。其中科雷列车的单程运行时间为6小时30分至7小时，露妮列车将近8小时，TGV列车则在5小时30分以内。

## 脚註
1. ↑  Laederich, Gayda & Jacquot 1996，第66-67頁.
2. ↑  Dupuy 2000，第54頁.
3. 1 2 3 4 5 6 7 8 9 10 11 12 13  Dupuy 2000，第52-61頁.
4. 1 2  山之内秀一郎 2004，第243-246頁.
5. 1 2  Cook 1974，第69-70頁.
6. ↑  Malaspina 2005，第11頁.
7. ↑  Cook 1991，第75頁.
8. ↑  Carémantrant 2005，第30-33頁.